# Broderick Washington Jr.
Broderick Washington Jr. (Longview, Texas, 4 de diciembre de 1996) es un jugador profesional estadounidense de fútbol americano que se desempeña en la posición de defensive tackle en Baltimore Ravens, equipo de la National Football League (NFL).

## Carrera
Fue seleccionado en la quinta ronda en la Reunión Anual de Selección de Jugadores de la NFL de 2020. Hizo su debut profesional con el equipo Baltimore Ravens, donde lleva jugando cuatro temporadas.